# 高橋毅
高橋 毅（たかはし つよし、1952年 - ）は、日本の財務官僚、外交官、公取官僚。アジア開発銀行予算人事局長や、公正取引委員会事務総局官房審議官、米州開発銀行理事、国際交流基金参与等を歴任した。妻は参議院議員で女性初の北海道知事を務めた高橋はるみ。

## 経歴・人物
北海道札幌市出身。北海道教育大学教育学部附属札幌中学校、桐朋高等学校を経て、一橋大学経済学部卒業。妻は大学のAIESECの後輩で、のちに女性初の北海道知事を務めた高橋はるみ。日本海ガス社長や国際青年会議所副会頭等を務めた義弟の新田八朗富山県知事も大学の後輩にあたる。1975年 大蔵省（現在の財務省）入省（国際金融局国際機構課）。大蔵省の同期には勝栄二郎、加藤治彦、篠原尚之、西原政雄、南木通、村瀬吉彦、外山秀行、倉川茂行、浜田恵造らがいる。
1984年からのパリの外務省OECD政府代表部一等書記官への出向を経て、東京税関成田税関支署長やアジア開発銀行予算人事局長、米州開発銀行駐日事務所長、大阪税関長、公正取引委員会事務総局官房審議官（国際担当）等を歴任したのち、2005年 アメリカ合衆国ワシントンD.C.で米州開発銀行理事に選出された。
2008年から国際交流基金参与として、日本研究・知的交流事業及び欧州・中東・アフリカ地域を担当した。国際交流基金欧州総局長兼ロンドン日本文化センター所長等も務め、日本・アルゼンチン交流シンポジウム座長や日独フォーラム合同会議、日本・スペイン・シンポジウムへの日本側参加者などとしても活動した。2022年瑞宝中綬章受章。